# Dmytro Demjanjuk
Dmytro Demjanjuk (ukrainska: Дмитро Дем’янюк), född den 30 juni 1983 i Lvov, Ukrainska SSR, Sovjetunionen, är en ukrainsk friidrottare som tävlar i höjdhopp.
Den 1,95 långe Demjanjuk har deltagit i två EM och två VM samt OS 2007-2011 utan att nå någon final. Han blev ukrainsk inomhusmästare 2008. Det internationella genombrottet kom då han vann höjdhoppet i EM på Stockholm stadion 2011 på personliga rekordet 2,35.
Demyanyuk är medlem av ZS Kolos Lviv.
Dmytro Demjanjuks far Oleksiy Demjanjuk (1958-1999) som representerade Sovjetunionen hoppade 2,33 med dykstil i landskampen mot USA i Leningrad 1981 och blev nummer 11 vid Moskva-OS 1980 på 2,21. Oleksiy och Dmytro Demjanjuk är de enda far och son som båda har hoppat över 2,30.

## Personliga rekord
- Höjdhopp-ute: 2,35 Stockholm stadion, Sverige 18 juni 2011
- Höjdhopp-inne: 2,32 Banská Bystrica, Slovakien 9 februari 2011